# Veronika Kolb
Veronika Kolb (* 16. September 1948 in Barsfleth) ist eine deutsche Politikerin (FDP).
Nach dem Realschulabschluss machte Kolb eine Hotelausbildung und war Assistentin der Nuklearmedizinischen Abteilung bei der KKH Heide und Laborassistentin im Nuklearmedizinischen Hormonlabor.
1983 wurde Kolb Mitglied der FDP. 1991 wurde sie Kreisvorsitzende der FDP in Dithmarschen, 1988 wurde sie Mitglied im Landesvorstand der FDP, 1993 wurde sie stellvertretende Landesvorsitzende. Sie ist Fraktionsvorsitzende der FDP-Kreistagsfraktion Dithmarschen. Am 12. Dezember 2002 rückte sie in den Landtag von Schleswig-Holstein nach, dem sie bis 2005 angehörte.